# Fléville
Fléville település Franciaországban, Ardennes megyében. Lakosainak száma 93 fő (2022. január 1.). Fléville Chatel-Chéhéry, Cornay, Exermont, Saint-Juvin és Sommerance községekkel határos.

## Népesség
A település népességének változása:
| Lakosok száma | 148  | 113  | 108  | 97   | 102  | 100  | 97   | 95   | 94   | 93   |
|               | 1968 | 1982 | 1990 | 2006 | 2013 | 2015 | 2017 | 2019 | 2020 | 2022 |